# Катеринівка (Охтирський район)
Катери́нівка — село в Україні, у Кириківській селищній громаді Охтирського району Сумської області. Населення становить 11 осіб. Колишній орган місцевого самоврядування — Рябинівська сільська рада.
Після ліквідації Великописарівського району 19 липня 2020 року село увійшло до Охтирського району.

## Географія
Село Катеринівка розташоване на березі річки Рябина, вище за течією на відстані 3.5 км розташоване село Воскресенівка, нижче за течією на відстані 4.5 км розташоване село Рябина, на протилежному березі — села Яблучне та Майське.
Річка у цьому місці звивиста, утворює лимани та заболочені озера.

## Історія
Село постраждало внаслідок геноциду українського народу, проведеного окупаційним урядом СССР 1932–1933 та 1946–1947 роках.